# Людовик XVII
Людовик XVII (Луї-Шарль, дофін Франції; фр. Louis-Charles, Dauphin de France; 27 березня 1785, Париж — 8 червня 1795, Париж) — син короля Франції Людовика XVI і Марії Антуанетти, спадкоємець французького престолу (1789—1792). Після страти батька офіційно визнавався французьким королем Людовиком XVII (фр. Louis XVII), але реально ніколи не отримав владу. Помер у віці 10 років у фактичному ув'язненні.

## Раннє дитинство Людовика
Луї-Шарль Бурбон, другий син тогочасного короля Франції Людовика XVI, народився 27 березня 1785 року у Версалі, резиденції французьких королів. З народження він носив титул герцога Нормандського, що, було досить незвичним для французьких спадкоємців (востаннє цей титул носив ще у XV столітті Карл Валуа. За однією із версій, новонароджений королевич був сином не Людовика XVI, а якогось із коханців Марії Антуанетти. Найбільшим підтвердженням цьому є той промовистий факт, що сам король не вважав Луї-Шарля рідним сином. Зокрема, у своєму щоденнику король написав: «Пологи королеви. Народження герцога Нормандського. Усе пройшло так само, як з моїм сином». За чутками, коханцем Марії Антуанетти і справжнім батьком її сина був друг вінценосної сім'ї дворянин Ханс Аксель фон Ферзен, але про це ми можемо лише судити.
Через чотири роки після народження другого сина Людовик XVI втратив першого. 4 червня 1789 у восьмирічному віці помер спадкоємець короля, 26-ий дофін Франції Людовик Жозеф Ксавье Франсуа. Отже, новим дофіном став Луї-Шарль. Незабаром у країні розпочалася революція. Через два роки Людовик XVI отримав титул конституційного короля французів, а його син став «королівським принцом Франції» (фр. Prince Royal de France). У серпні 1792 року монархія була скасована. Королівську родину ув'язнили у Тамплі; вони стали іменуватися просто «громадянами Капетами».

## Страта батьків
22 січня 1793 року було страчено на гільйотині батька Луї-Шарля, французького короля Людовика XVI. Дізнавшись про смерть чоловіка, Марія-Антуанетта впала на коліна перед сином і присягнула йому як королю. Уже за сім днів граф Прованський, дядько Людовика XVII, видав декларацію, у якій проголосив племінника новим королем. Декларацію підтримали чимало монарших домів Європа та уряд США, які не визнавали республіканський уряд. З'являлися монети із зображенням короля, видавалися документи від його імені, задумувалися змови з метою звільнити його. Проте це все було лише номінальним. Реально Луї-Шарль не мав майже ніяких прав. Якобінці вирішили використати його у своїх цілях — домогтися показань проти Марії-Антуанетти. Їй закидали гріховне співжиття з сином. Ізолювавши Луї-Шарля від родини, якобінці домоглися потрібних свідчень. Колишня королева була страчена 16 жовтня 1793 року, а її сина віддано на виховання чоботарю Симону.